# Cuchillo-Có
Cuchillo Có es una localidad argentina, cabecera del departamento Lihuel Calel, provincia de La Pampa.
Fue fundada el 14 de marzo de 1899 y es cabecera del vasto departamento Lihuel Calel, enclavándose en su margen este. El Río Colorado se halla a 69 km al sur por la Ruta provincial 11, distancia relativamente pequeña si se considera la inmensidad de camino que se debe recorrer para unir dos puntos en esta región.

## Historia
Si bien en los albores del siglo XX se ponían en funcionamiento algunos organismos oficiales e instituciones, la creación de la Comisión de Fomento es más que reciente, ya que data de 1987. Entonces, la fecha de fundación del pueblo remite a la apertura de la escuela. Unos años más tarde, es decir en 1901 se organizó el Juzgado de Paz y algo después el Registro Civil y el destacamento policial.
Además en Cuchillo Có la ruta provincial 30 se cruza con la mencionada ruta provincial 11. Corriendo de este a oeste, esta población es la única que cruza desde que inicia en el este de La Pampa hasta que finaliza en la Ruta Nacional 232. En materia comunicacional, Cuchillo Có también cuenta con una pista de aviación.
Cuchillo Có fue tierra de indios, en cuyos alrededores evidentemente estuvieron asentados, ya que como testigo se encuentra un cementerio, además de los hallazgos arqueológicos allí efectuados. De la vida pretérita de los antiguos habitantes de este suelo, se sabe que en el cerro de los Viejos se abastecían de agua para consumo humano y animal, ya que las grandes extensiones y el pasto permitían realizar pastoreo con grandes majadas. También se pudo establecer que los aborígenes construyeron allí tolderías y represas, y en las cercanías existieron dos boliches de campo denominados "La Aguada" y "La Central".
La zona era especialmente apetecible para la cría de ganado lanar, y hacia 1910 la cantidad de cabezas resultaba superlativa.

## Toponimia
Cuchillo: (castellano) los indios, que tenían voz equivalente para denominar el cuchillo, lo siguieron llamando a la usanza española. Co: "agua", "aguada "↵Agua o Aguada del Cuchillo. Así llamaban los indios a la comarca en donde para extraer agua solo bastaba hacer una pequeña excavación con el cuchillo dada la poca profundidad a que ella se encontraba. Para otros la denominación sería origen quechua: "Cuchi Yaco": 'cuchi', "cerdo"; 'yaco', "aguada".

## Población
Contó con 208 habitantes (Indec, 2010), lo que representó un incremento del 19% frente a los 174 habitantes (Indec, 2001) del censo anterior.
El censo nacional 2022 arrojó 287 habitantes y 189 viviendas.
| Gráfica de evolución demográfica de Cuchillo-Có entre 1991 y 2022 |
|                                                                   |
| Fuente: Censos nacionales del INDEC                               |

## Recreación
- Recreo "Los Caldenes".